# La Nébuleuse du crabe
Ne doit pas être confondu avec Nébuleuse du Crabe.
Pour les articles homonymes, voir Crabe (homonymie).
La Nébuleuse du crabe est le cinquième roman d'Éric Chevillard paru en 1993 aux éditions de Minuit et ayant reçu la même année le Prix Fénéon.

## Résumé
La Nébuleuse du crabe est un roman composé d'une cinquantaine de fragments, qui sont autant de micro-récits. Chacun de ces récits met en scène Crab (le personnage principal), dans une situation burlesque ou incongrue. Véritables poèmes en prose, ces courts fragments, largement métapoétiques, peuvent être considérés comme une manière de manifeste esthétique indirect. C'est en effet le premier ouvrage dans lequel Éric Chevillard porte un regard (lucide) sur sa conception de la littérature, et sur ses procédés d'écriture - écriture-nébuleuse -, qui privilégie le fragment et la digression.

## Influences

### Henri Michaux
La Nébuleuse du crabe est largement inspirée de l'œuvre du poète Henri Michaux, et notamment de son recueil Plume, publié en 1938. Comme Crab, Plume est un personnage indéfini, flou, confronté à des aventures absurdes et loufoques. De plus, la forme fragmentaire employée par Chevillard rapproche son roman du recueil de poèmes en prose.

### Samuel Beckett
L'écriture d'Éric Chevillard est fortement influencée par l'œuvre de Samuel Beckett. Cela s'observe à différents niveaux. Le style de Chevillard, qui semble atteindre ici une certaine maturité, est, comme celui de Beckett, fondé sur une dérision de la logique. Crab adopte un comportement excessivement logique, si bien que ses actions s'achèvent toujours par une chute incongrue, inattendue. Crab subvertit la logique de l'intérieur, mettant en évidence l'artificialité de toute démonstration logique. Autre ressemblance avec Beckett, l'obsession de la mort. Crab est obsédé par la mort, et par l'absence. Il est d'ailleurs dit que "Crab vit avec une femme absente". Absence et mort menacent ainsi tout discours - les romans et les pièces beckettiennes affirment aussi bien le silence est l'envers du langage -, langage qui ne cesse de s'autodétruire. Autodestruction connotée par le comportement burlesque de Crab, qui ne cesse de chuter, et de saboter lui-même tout ce qu'il entreprend. Ce burlesque témoigne de la dernière facette beckettienne de l'écriture de Chevillard : la théâtralité. Son style est fortement dynamique et oralisé. Le personnage de Crab, dans ses actions (ou plutôt dans l'échec de ses actions) rappelle le personnage de Pierrot, le clown triste, archétype sur quoi semble reposer tout sujet beckettien. Aussi le roman se termine-t-il symboliquement par une tombée de rideau, donnant à relire l'œuvre comme une véritable pièce de théâtre.

## Éditions
- La Nébuleuse du crabe, éditions de Minuit, 1993  (ISBN 2707314390). Réédition, collection de poche "Double", 2006.